# Norczi Dinamoeli Tbilisi
SK Norczi Dinamoeli (gruz. ს.კ. ნორჩი დინამოელი თბილისი) – gruziński klub piłkarski z siedzibą w Tbilisi.

## Historia
Szkółka piłkarska Norchi Dinamoeli została utworzona przez Dinamo Tbilisi w 1949 roku i miała przygotowywać młodych piłkarzy do gry w pierwszym zespole. SK Norczi Dinamoeli wygrała Pirweli Liga w 1999 roku i awansowała do Umaglesi Liga, gdzie połączyła się z klubem „SK Tbilisi”, a następnie została zdegradowana. W następnym sezonie klub połączył się z „SK Merani-91 Tbilisi” i uczestniczył w rozgrywkach jako „Norchi Dinamo-Merani-B”. W 2002 roku SK Merani napotkało problemy finansowe i spadło z Umaglesi Liga. Od 2003 roku SK Norczi Dinamoeli grał w Meore Liga, a już trzy lata później awansował na zaplecze najwyższej ligi – Pirweli Liga.

## Sukcesy
- Pirweli Liga
  - mistrz 1998–1999
  - wicemistrz 1995–1996
- Meore Liga
  - mistrz 1994–1995
  - mistrz 1996–1997 (Norczi Dinamoeli-2)
  - mistrz 1998–1999 (Norczi Dinamoeli-2)
  - mistrz 2002–2003
  - mistrz 2005–2006